# بابارندا مرکزی
بابارندا مرکزی (به لاتین: Babarenda Central) یک منطقهٔ مسکونی در سری‌لانکا است که در استان جنوبی (سری‌لانکا) واقع شده‌است.